# Torshälla huvud
Torshälla huvud är ett bostadsområde på en udde vid sjön Mälarens södra strand, i norra utkanten av tätorten Torshälla. Administrativt tillhör området Torshälla distrikt i Eskilstuna kommun i Södermanlands län. Från 2005 till 2010 års befolkningssiffror definierades området av SCB som en egen tätort, men har i och med 2015 års räkning vuxit samman med Torshällas tätortsbebyggelse på grund av nybyggnation och ökat permanentboende. Namnet Torshälla huvud kommer från namnet på udden och en fyr i Mälaren. Södra delen av området benämns (Torshälla-)Mälby som också i vissa sammanhang används som benämning på hela bebyggelsen i området. 
Torshälla huvud var före 2005 del av en småort med namnet Torshälla huvud och del av Mälarbaden.

## Befolkningsutveckling
| Befolkningsutvecklingen i Torshälla huvud 1990–2010                                                                                  | Befolkningsutvecklingen i Torshälla huvud 1990–2010 | Befolkningsutvecklingen i Torshälla huvud 1990–2010 | Befolkningsutvecklingen i Torshälla huvud 1990–2010 | Befolkningsutvecklingen i Torshälla huvud 1990–2010 |
| --- | --------------------------------------------------- | --------------------------------------------------- | --------------------------------------------------- | --------------------------------------------------- |
| |                                                     |                                                     |                                                     |                                                     |
| År |                                                     |                                                     | Folkmängd                                           | Areal (ha)                                          |
| 1990 | 1990                                                |                                                     | 246                                                 | 121#                                                |
| 1995 | 1995                                                |                                                     | 325                                                 | 142#                                                |
| 2000 | 2000                                                |                                                     | 379                                                 | 140#                                                |
| 2005 | 2005                                                |                                                     | 399                                                 | 138                                                 |
| 2010 | 2010                                                |                                                     | 492                                                 | 139                                                 |
| Anm.: Ny tätort 2005. Ej tätort före 2005 på grund av för hög andel fritidsbebyggelse. Sammanvuxen med Torshälla 2015. # Som småort. |                                                     |                                                     |                                                     |                                                     |

## Mälby
Mälby var ursprungligen en gård som först omnämns 1311.

### Bostadsområde
Mälby som bostadsområde växte fram under 1900-talet och var då nästintill uteslutande ett fritidshusområde. Från 1980-talet och framåt har andelen permanentboende ökat till runt 60 % enligt hemsidan  2013 Området detaljplanerades i början på 2000-talet, vilket ytterligare medgett möjligheter till permanentboende. Den största andelen permanentboende finns i den norra delen där udden Torshälla Huvud skjuter ut i Mälaren. Torshälla Huvud är också namnet på fyren som ligger lite NO om udden. I de södra delarna ligger Mälby Gård samt Lilla Mälby, vilka gett sitt namn åt området. Antalet fastigheter är 328.

### Rekreation
I de båda vikarna Badhusviken och Mälbyviken samt utmed utmed udden Torshälla huvud ligger ett flertal småbåtshamnar och badplatser, vilka underhålls av lokala föreningar. I anslutning till den gamla dansbanan finns även en boulebana samt en mindre fotbollsplan.

## Bilder

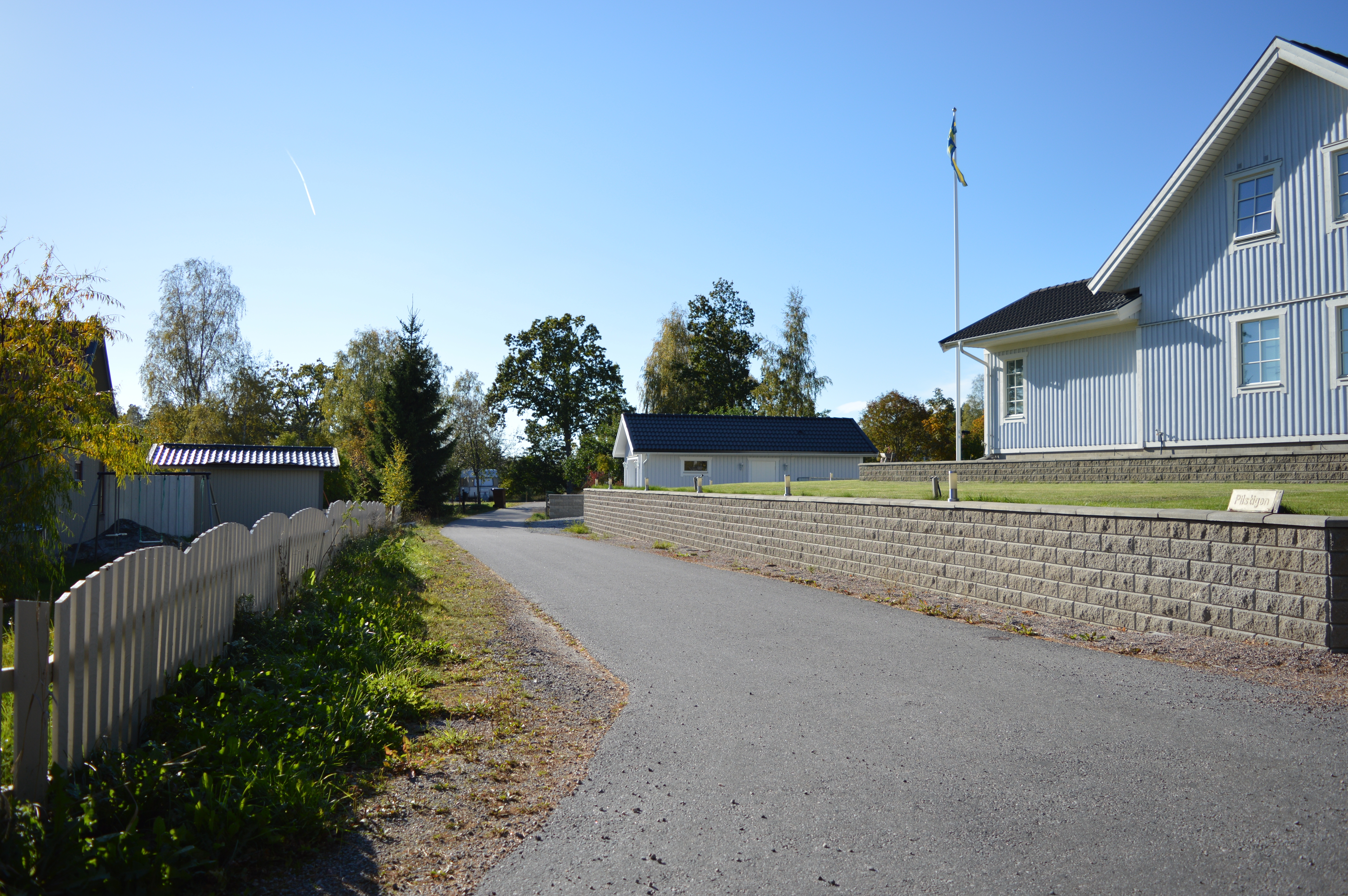
Hus på Pilstigen i Torshälla huvud.
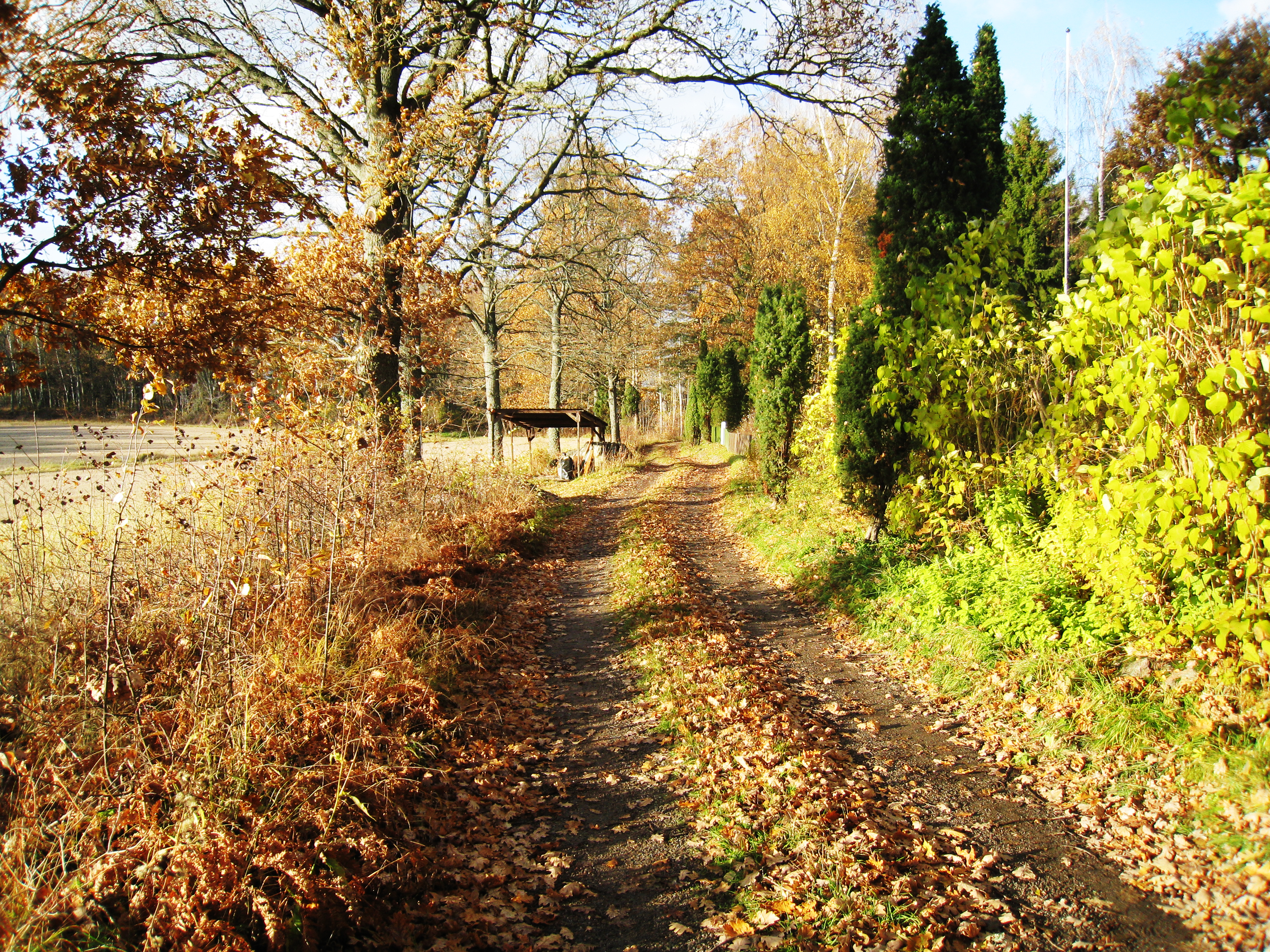
Rönnbärsvägen, på väg ned mot en av småbåtshamnarna i Badhusviken.
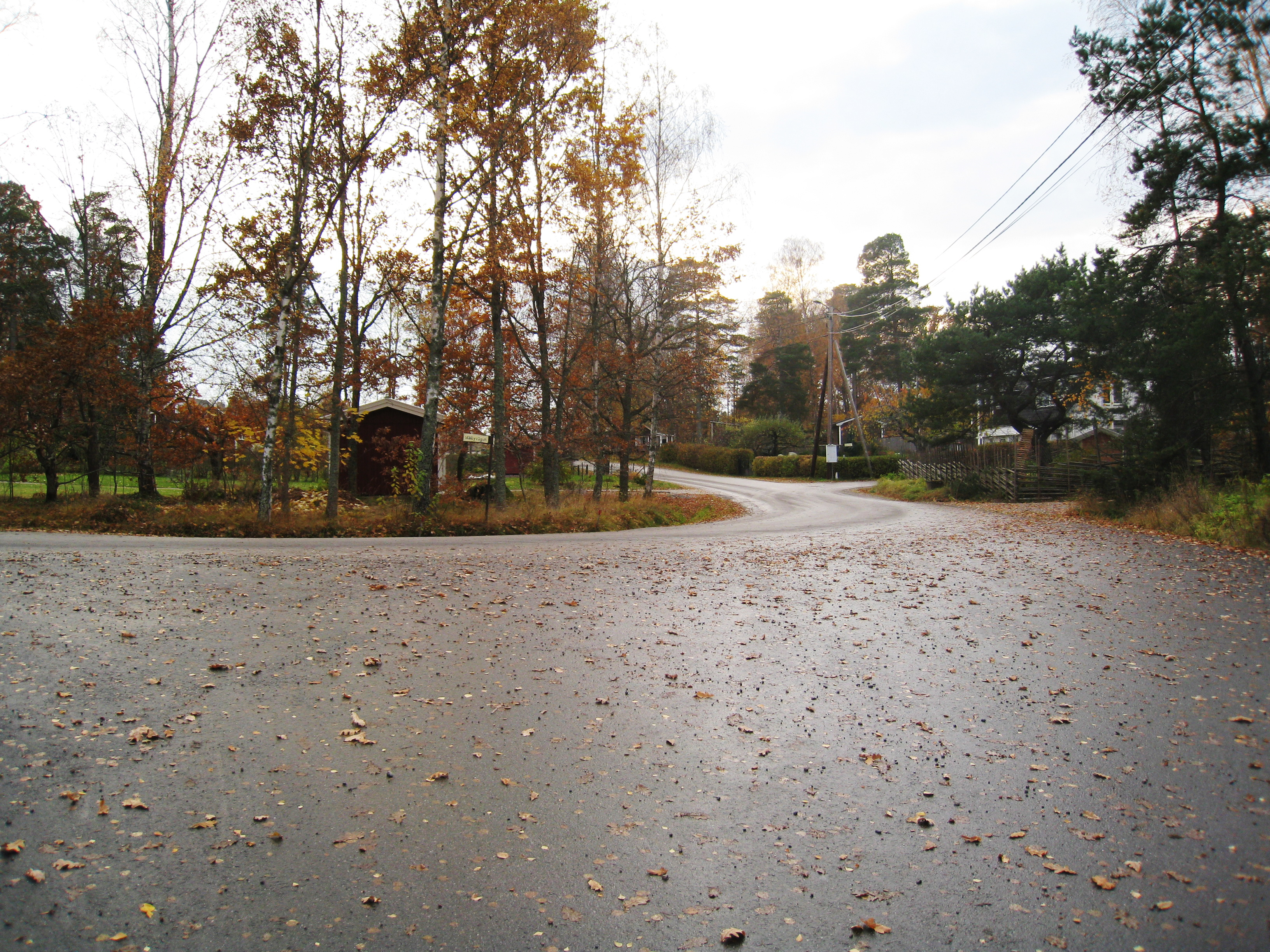
Skräddartorpsvägen, sett från badet i Mälbyviken.
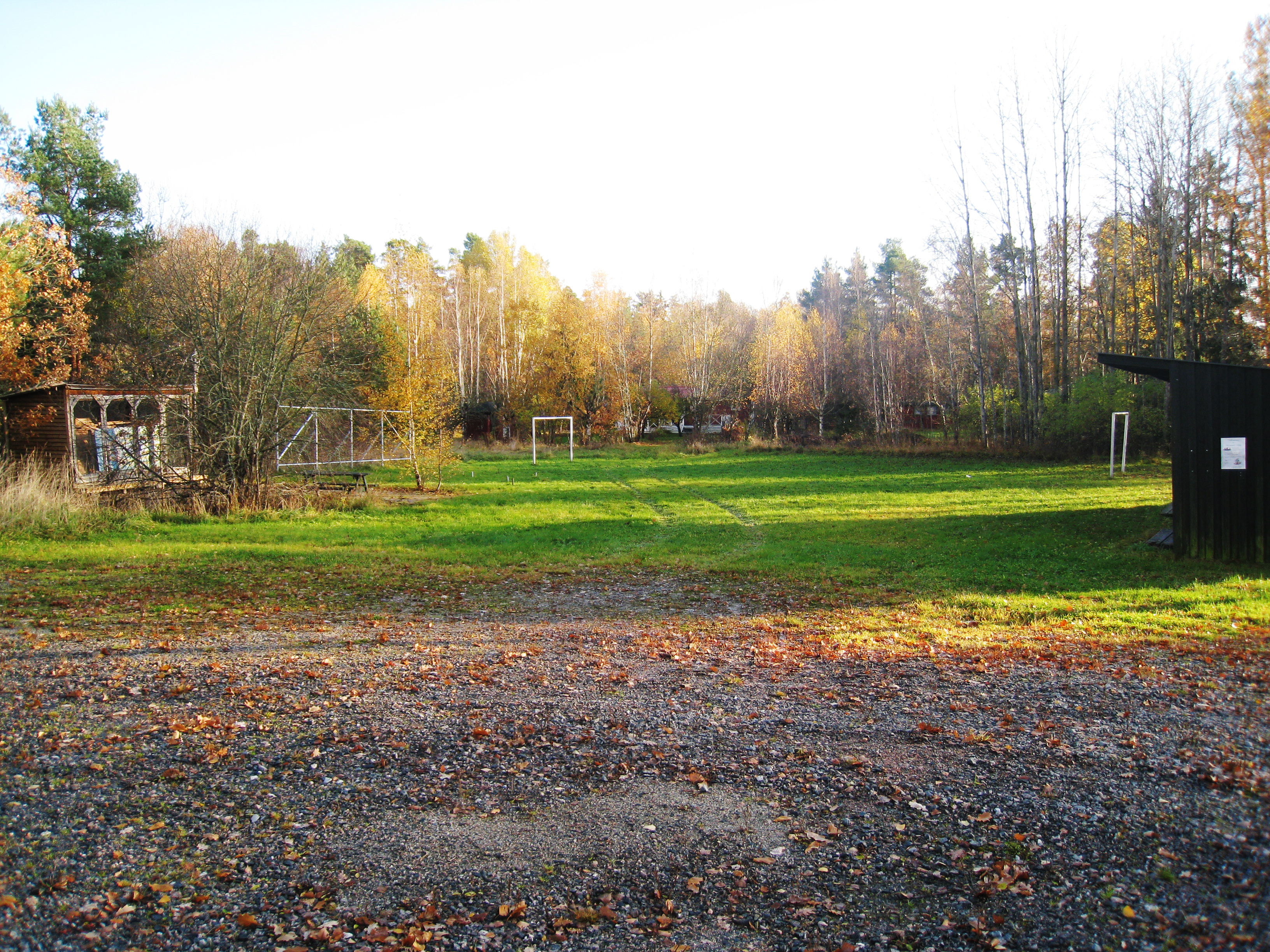
Den gamla dansbanan i Mälby.

## Fotnoter
1. 1 2  Tätorter 2010, SCB, 16 juni 2010, s. 23, läs online.[källa från Wikidata]
2. ↑  Befolkning i tätorter 1960-2010, SCB, läs online, läst: 22 september 2013.[källa från Wikidata]
3. 1 2  Kodnyckel för SCB:s statistiska tätorter och småorter - Koppling mellan gammalt och nytt kodsystem, SCB, 11 november 2021, läs online.[källa från Wikidata]
4. ↑  Förändringar i antalet tätorter 2010-2015. Statistiska Centralbyrån. Läst 20 december 2016.
5. ↑  ”Statistiska centralbyrån - Folkmängd i tätorter 1960-2005”. Arkiverad från originalet den 23 juni 2011. https://www.webcitation.org/5zewoamwt?url=http://www.scb.se/statistik/MI/MI0810/2005A01x/MI0810_2005A01x_SM_MI38SM0703.pdf. Läst 13 december 2010.
6. ↑  Lokalhistoriska sällskapet i norra Södermanland Torshälla ABC sidan 112. 2003